# Еміліо Коломбо
Емі́ліо Коло́мбо (італ. Emilio Colombo; 11 квітня 1920, Потенца — 24 червня 2013, Рим) — італійський політик, член Християнсько-демократичної партії.

## Життєпис
Здобув юридичну освіту. У політику прийшов як член Християнської демократичної партії. Вперше був обраний до Італійського парламенту в 1948. Вперше увійшов в уряд як заступник міністра сільського господарства, в 1958 став міністром зовнішньої торгівлі.
У 1970–1972 був прем'єр-міністром Італії.
У 1976 обраний депутатом Європейського парламенту, в 1977–1979 — став його головою.
У 1980–1983 і в 1992–1993 — був міністром закордонних справ Італійської республіки.
З 2003 — довічний сенатор.